# SGI O2
SGI O2:an är en dator från Silicon Graphics som såldes från 1996 till 2002. Den är Indydatorns efterträdare och föregångaren till SGI Fuel. SGI O2 var speciellt byggd för multimedia-redigering och hade inte lika mycket kraft som en Octane.

## Processor
Precis som alla andra MIPS/IRIX-system kör O2 på en MIPS-processor i hastigheterna 150-400 MHz.
För O2:an fanns en rad olika processorer och datorchassit byggdes i två olika modeller:
Modell 1:
- MIPS R5000PC, 180 MHz, inget L2 cache
- MIPS R5000SC, 180 MHz, 512kB L2 cache
- MIPS R5000SC, 200 MHz, 1 MB L2 cache
- MIPS R5200SC, 300 MHz, 1 MB L2 cache
- MIPS RM7000A, 350 MHz, 256 kB L2 cache

Modell 2:
- MIPS R10000SC, 150-250 MHz, 1 MB L2 cache
- MIPS R12000SC, 270-300 MHz, 1 MB L2 cache
- MIPS R12000SC, 400 MHz, 2 MB L2 cache

En del system kör 200 MHz med bara 512 kB L2 cache, detta betyder att processorn har överklockats från 180 MHz,
eftersom SGI aldrig sålt R5000SC 200 MHz med 512 kB minne.

## Minne och grafik
O2:an har 8 st 278 pinnars DIMM-platser för SGI:s specialbyggda minnesmoduler. Maximal kapacitet är 1 GB minne.
Till skillnad från andra SGI-system använder inte SGI O2 TRAM-minne som är både sällsynt och dyrt. O2 använder UMA-arkitektur(Unified Memory Access) så att grafikkortet kan använda RAM-minnet för att lagra grafikdata. Dessutom har SGI O2 hårdvarurendering för JPG-format och MPEG-avkodning.